# Palazzo Valle (Vicenza)
Palazzo Valle Marchesini Sala è un palazzo di Vicenza situato in contrà Busa San Michele.

## Storia
Dotato di cortile, ampio giardino interno e scuderie, fu fatto costruire nella seconda metà del XVII secolo dal conte Ottaviano Valle, che nel dicembre 1708 ospitò il re di Danimarca Federico IV. L'architetto fu probabilmente Francesco Albanese.
Nel XVIII secolo il conte Giorgio Marchesini, affiliato alla Massoneria, vi stabilì qui la loggia nel 1735 e fece affrescare il piano nobile a Giambattista Tiepolo e a suo figlio Giandomenico, che vi rappresentarono simboli massonici e varie immagini allegoriche.
Alcune di queste, staccate in epoca non identificata, sono conservate al Metropolitan Museum di New York e in altri musei o collezioni.
Il palazzo fu proprietà dei conti Raselli nel XIX secolo e della famiglia Sala dal 1899 al 1980. Fu restaurato fra il 1982 e il 1986..

## Descrizione
Il palazzo aveva una grande scuderia che poteva tenere fino a quattordici cavalli, un "Giardino botanico" e una "cedrara".. 

### Interno

#### Decorazioni
Il quadraturista degli affreschi tiepoleschi fu Gerolamo Mengozzi-Colonna. 
Simboli massonici, presenti sul soffitto della Galleria, sono: la Fenice, simbolo di rigenerazione spirituale; il cerchio (richiamo all'eternità); le ali aperte, richiamo ai cherubini, rappresentati nella reggia di Salomone, e i rami intrecciati, nati sulla tomba del grande architetto Hiram Abif. Nella Sala adiacente la Galleria, oltre agli ovali con le Virtù, si trovano decorazioni monocrome che richiamano alla massoneria: archi, bastoni, fiaccole accese, rami intrecciati, il caduceo di Mercurio. Le allegorie del Tempo e della Verità, della Prudenza, dell'Amor Patrio, della Temperanza, della Fortezza sono presenti nella Sala del Tempo e della Verità. Altre allegorie rappresentate furono l'Aritmetica, la Geometria, la Grammatica, la Metafisica. 